# 81 до н. е.

## Померли
- Гней Доміцій Агенобарб — політичний та військовий діяч Римської республіки, претор.
- Птолемей IX — цар Єгипту у 89—81 роках до н. е.